# Curse Upon Iron
Curse Upon Iron – czwarty album estońskiej, folkmetalowej grupy Metsatöll wydany w 2007 roku. Jest to również jedyny album koncertowy zespołu.

## Lista utworów
Na płycie znajduje się 15 utworów.
| Nr  | Tytuł utworu                 | Angielsie tłumaczenie             | Długość |
| --- | ---------------------------- | --------------------------------- | ------- |
| 1.  | „Veresulaste Koor” (Intro)   | Choir Of Bloodservants            | 03:03   |
| 2.  | „Merepojad”                  | Sons Of The Sea                   | 05:32   |
| 3.  | „Meeste laul”                | Men's Song                        | 02:57   |
| 4.  | „Saaremaa vägimees”          | The Giant-Hero Of Ösel            | 02:21   |
| 5.  | „Pikse litaania”             | Litany To Thunder                 | 05:07   |
| 6.  | „Teomehe-laul”               | Serf's Song                       | 03:37   |
| 7.  | „Hiiekoda”                   | My Sacred Grove                   | 07:33   |
| 8.  | „Hundiraev”                  | Wolfrage                          | 06:11   |
| 9.  | „Pärismaalase Lauluke”       | An Aboriginal Song                | 03:36   |
| 10. | „Kaitse,jumal,Soja Eest”     | God,Protect Us From War           | 07:00   |
| 11. | „Oma Laulu Ei Leia Ma Üles”  | I Cannot Find My Song             | 04:50   |
| 12. | „Lahinguväljal näeme,raisk!” | See You On The Battlefield,Damn ! | 02:57   |
| 13. | „Metsaviha 2”                | Woodwrath 2                       | 06:17   |
| 14. | „Raua Needmine”              | Curse Upon Iron                   | 05:16   |
| 15. | „Ussionad”                   | Charm Against Snakes              | 06:38   |
|     |                              |                                   | 1:12:55 |